# The Messengers (film)
The Messengers è un film del 2007 diretto da Oxide Pang Chun e Danny Pang.

## Trama
Una madre terrorizzata, la figlia adolescente e il figlio piccolo stanno facendo le valigie per fuggire quando un invisibile aggressore uccide l'intera famiglia.
Cinque anni dopo, la famiglia Solomon si trasferisce da Chicago in una casa situata vicino a una piccola città del Nord Dakota, dove Roy Solomon spera di avviare una fattoria di girasoli. C'è tensione tra i genitori, Roy e Denise, e la loro figlia adolescente Jess, da quando ha avuto un incidente d'auto due anni fa con il suo fratellino Ben sul sedile posteriore, perché guidava ubriaca mentre andava a prenderlo dalla babysitter. Gravemente ferito, Ben ha subito cure approfondite, riprendendosi solo per rimanere muto dal trauma. Roy e Denise non si fidano di Jess e la famiglia è al verde per tutte le spese mediche. Roy crede che trasferirsi alla fattoria li aiuterà a guarire.
Cominciano a verificarsi eventi inquietanti. Gli stormi di corvi sciamano costantemente nella casa. Alcuni attaccano Roy ma vengono scacciati da un vagabondo vicino di nome John Burwell, che Roy assume come bracciante agricolo. Jess e Ben sono perseguitati dai fantasmi della madre e dei figli assassinati, e Jess trova un medaglione con all'interno l'immagine della madre. Dopo essere stata attaccata dal fantasma del ragazzino, deve recarsi in ospedale, dove i medici ritengono che le ferite siano autoinflitte. I suoi genitori non le credono riguardo ai fantasmi, provocando una massiccia discussione. Jess scappa e va in città con il suo nuovo amico del posto, Bobby. Roy la insegue mentre un enorme stormo di corvi attacca John, rendendolo privo di sensi. All'interno della casa, Denise vede il fantasma della madre e si rende conto che Jess stava dicendo la verità.
Jess va al negozio locale, rendendosi conto di aver visto la madre dal medaglione da qualche parte: su un ritaglio di giornale nel negozio. Il ritaglio rivela che il padre non è altro che John Burwell. Il suo vero nome è in realtà John Rollins, l'uomo che, in un impeto di follia, uccise tutta la sua famiglia (come mostrato all'inizio del film).
Nel frattempo, John si sveglia e vede Denise correre per lasciare la casa, il che è parallelo al modo in cui sua moglie aveva cercato di lasciarlo in fretta. I suoi ricordi, che aveva bloccato, ritornano e attacca Denise, pensando che sia sua moglie. Denise si nasconde in cantina con Ben. Quando Bobby e Jess arrivano, John mette fuori combattimento Bobby e Jess si rifugia in cantina. Denise si scusa con Jess per non averle creduto mentre John sfonda la porta, urlando che non lascerà che la sua famiglia lo lasci.
Roy torna a casa, solo per essere pugnalato da John con un forcone. Mentre il fango bolle dal pavimento, un segno della presenza dei fantasmi, Jess lotta con John e lo prende a calci; cade nel fango, dove la sua famiglia morta si solleva e lo trascina sott'acqua. John afferra la gamba di Jess per portarla con sé ma Roy e Denise la salvano.
Alla fine tutto ritorna alla normalità. Roy guarisce dalle ferite, i corvi non attaccano più nessuno, i fantasmi scompaiono e Ben ricomincia a parlare. La famiglia Solomon ha un buon raccolto e sono di nuovo felici insieme.

## Produzione
Le società di produzione furono la Screen Gems, Ghost House Pictures, Columbia Pictures, Blue Star Pictures, la Scarecrow Productions e la Mandate Pictures.

## Distribuzione

### Data di uscita
Il film venne distribuito in varie nazioni, fra cui:
- Stati Uniti d'America, The Messengers 2 febbraio 2007
- Grecia, 8 febbraio 2007
- Germania, 9 febbraio 2007 (European Film Market)
- Spagna, The Messengers 30 marzo 2007
- Francia, Les messagers 4 aprile 2007
- Inghilterra, 6 aprile 2007
- Sudafrica, 13 aprile 2007
- Argentina, Los mensajeros 26 aprile 2007
- Messico, 27 aprile 2007
- Portogallo, 17 maggio 2007
- Australia, 31 maggio 2007
- Russia, 14 giugno 2007
- Italia, The Messengers 29 giugno 2007
- Danimarca, 13 luglio 2007
- Finlandia, Pahan sanansaattajat 13 luglio 2007
- Norvegia, 20 luglio 2007
- Svezia, 20 luglio 2007
- Giappone, 21 luglio 2007
- Israele, 9 agosto 2007
- Cile, 6 settembre 2007
- Brasile, Os Mensageiros 14 settembre 2007
- Polonia, 14 settembre 2007
- Germania, 18 ottobre 2007

## Accoglienza

### Critica
Il film non aggiunge nulla al panorama del cinema horror del 2000 oltre ad una contaminazione orientale negli USA, grazie allo stile ideato da Danny e Oxide Pang. Si apprezzano i silenzi e le ombre al posto degli effetti speciali fin troppo abusati nel cinema occidentale, con un utilizzo di un sonoro appropriato e particolare. Una strana storia raccontata in maniera banale, su panorami che sembrano ritratti di Van Gogh.

## Prequel
Nel 2009 è stato realizzato un prequel direct-to-video intitolato Messengers 2 - L'inizio della fine (Messengers 2: The Scarecrow).